# Arantza Urkaregi
Arantza Urkaregi (San Sebastián, 23 de abril de 1954) es una matemática, organizadora sindical y política feminista española. En el ámbito de las matemáticas, escribe, investiga y enseña principalmente sobre bioestadística. En cuanto a su labor política, participó en el Partido Comunista y en los inicios del movimiento feminista en el País Vasco.

## Trayectoria
Urkaregi se licenció en Matemáticas en la Universidad del País Vasco en 1976 y obtuvo el Doctorado en Ciencias, Sección Matemáticas en 1992.

### Trabajo activista
A los 20 años se involucró en EMK (el partido comunista vasco) y en organizaciones feministas vascas. Participó activamente, entre otras, en las primeras reuniones del movimiento feminista vasco en diciembre de 1977. Aunque estas reuniones encajan en el tema más amplio de los movimientos feministas de los años 60 y 70, son especialmente importantes debido al particular rechazo antifeminista en el euskera. Estas reuniones de 1977 en realidad se inspiraron en reuniones feministas españolas similares. En general, estos encuentros, de amplia asistencia, fueron claves para demostrar la existencia y el apoyo a un movimiento feminista vasco.
Urkaregi también ha estado profundamente involucrada en el sindicato de docentes vascos (Steilas), que en 2020 estuvieron en huelga en protesta por el apoyo insuficiente a la enseñanza en medio de la COVID-19. También ha sido miembro del Ayuntamiento de Bilbao como miembro del grupo Abertzale Sozialistak. En particular, Urkaregi ha estado activa en grupos separatistas vascos, siendo portavoz de Acción Nacionalista Vasca, que fue ilegalizada por el gobierno español en 2008 por supuestos vínculos con la organización terrorista ETA. En 2009, fue detenida junto con otros miembros del grupo.

### Trabajo académico
Urkaregi es profesora agregada en el Departamento de Matemática Aplicada, Estadística e Investigación Operativa de la Universidad del País Vasco UPV/EHU y asesora estadística en el Hospital de Cruces, Servicio Vasco de Salud / Osakidetza.
Urkaregi ha publicado extensamente sobre bioestadística. Se le atribuyen más de 50 publicaciones sobre este tema, incluyendo un libro de texto de bioestadística,además de múltiples artículos sobre feminismo y matemáticas, y cursos.